# All Night Long (canção de Alexandra Burke)
"All Night Long" é uma canção interpretada pela cantora britânica Alexandra Burke, tirada de seu primeiro álbum de estúdio, Overcome (2009). A canção foi escrita e produzida pela equipe de produção, The Runaways (Rico Love, James Scheffer, Sam Watters e Louis Biancaniello). O single foi lançado como um download digital no Reino Unido em 16 de Maio de 2010, com o CD single a ser lançado no dia seguinte, com remixes de Jason Nevins e Cahill.

## Antecedentes
Para o seu lançamento como quarto single da cantora foi remixado com novos instrumentos e apresenta agora vocais do rapper de Miami, Pitbull. "All Night Long" também serve como o segundo single do álbum Europeu.

## Vídeo Musical
De acordo com um spread da revista "Look" o vídeo foi gravado em uma mansão no Reino Unido. O vídeo segue o tema de uma festa ao lado da piscina e entre os bailarinos de back-up que apresenta artistas de circo, bem como participações de Pitbull, que é caracterizado no remix único. Em uma cena, Burke é vista com "um mohawk, olhos com joias as pálpebras e pernas longas em um boné de couro". De acordo com o Daily Mail , ela perguntou a família e amigos para ajudar a filmar o clipe com 100 câmeras de vídeo de bolso. O vídeo estreou em 27 de abril de 2010, através do Vevo.

## Performances ao vivo
Burke realizou a nova versão (sem vocais de Pitbull) na semifinal do dança no gelo ITV1 em 21 de Março de 2010 e a Lotaria Nacional, em 5 de maio de 2010. Ela também se apresentou no Hey Hey É sábado, um programa de televisão australiano popular, em 3 de Junho de 2010 para promover o single, e o lançamento do álbum lá.

## Faixas
- CD & download Digital do Reino Unido, CD Single Australiano,[4][5] Australian CD Single[6]

1. "All Night Long" com Pitbull (Richard Butler, James Scheffer, Louis Biancaniello, Sam Watters) - 3:48
2. "All Night Long" (Cahill Club Mix) - 5:56

- EP Digital do Reino Unido[7]

1. "All Night Long" com Pitbull - 3:48
2. "All Night Long" com Pitbull (Cahill Club Mix) - 5:56
3. "All Night Long" com Pitbull (Remix de Jason Nevins) - 3:58

- CD Alemão[8]

1. "All Night Long" com Pitbull (Versão do Single) - 3:48
2. "All Night Long" com Pitbull - 4:23

- Download alemão[3][9]

1. "All Night Long" com Pitbull (Versão do Single) - 3:48
2. "All Night Long" com Pitbull - 4:23
3. "All Night Long" (Cahill Club Mix) - 5:56

## Recepção
Robert Copsey do site de animação Digital Spy deu à canção 4 estrelas (de 5) e diz que: "Felizmente, a faixa - bem como o vídeo - é a própria definição de um stomper festa de verão. Reswizzled com blips e beats extras a partir da versão do álbum, você mal tem tempo para bater para trás o seu G&T antes o desejo de acertar os chutes de dancefloor, em grande parte graças a um coro que não faz tanto encorajá-lo a levantar os braços no ar como comandá-la.".

## Desempenho nas paradas
"All Night Long" entrou no UK Singles Chart no número 95 em outubro de 2009 devido ao lançamento de "Overcome" antes de entrar novamente no #59 em março de 2010, na sequência de fortes downloads digitais. Depois de subir o gráfico em Abril e maio de 2010, o single entrou no Top 10 em 16 de maio de 2010, o número 8, marcando pela quarta vez consecutiva um Top 10 único de Burke. Na semana seguinte, o single subiu quatro lugares para o número 4. No entanto na semana seguinte o número caiu para 11. O single entrou para o Irish Singles Chart no número dezesseis e atingiu o pico no número um, tornando-se seu terceiro single número um na Irlanda The single entered at 39 on the Dutch Top 40 and has so far peaked at 24. it entered at 71 in Australia making it Burke's 1st top 100 hit there, 2 weeks later it reached a new peak of 59.. O single entrou aos 39 no Dutch Top 40 e até agora atingiu um pico de 24 que entrou em 71 na Austrália, tornando o primeiro top 100 hit lá de Burke, duas semanas mais tarde, atingiu um novo pico de 59 que também entrou aos 60 na Alemanha.
| Desempenho (2010)         | Posição |
| ------------------------- | ------- |
| Austrália (ARIA)          | 59      |
| Bélgica (Wallonia) Tip    | 7       |
| Billboard European Hot100 | 14      |
| German Singles Chart      | 60      |
| Irlanda                   | 1       |
| Holanda 40                | 24      |
| Eslováquia                | 26      |
| Suíça                     | 60      |
| Gráficos do Reino Unido   | 14      |

## Histórico de lançamento
| Região      | Data                | Formato              | Gravadora                | Catálogo    |
| ----------- | ------------------- | -------------------- | ------------------------ | ----------- |
| Dinamarca   | 3 de maio de 2010   | download digital     | Sony Music Entertainment |             |
| México      | 3 de maio de 2010   | download digital     | Sony Music Entertainment |             |
| Irlanda     | 7 de maio de 2010   | download digital     | Syco Music               |             |
| Reino Unido | 16 de Maio de 2010  | download digital     | Syco Music               | 88697686132 |
| Reino Unido | 17 de maio de 2010  | CD single            | Syco Music               | 88697686132 |
| Suécia      | 17 de maio de 2010  | download digital     | Sony Music Entertainment |             |
| Austrália   | 4 de junho de 2010  | CD, download digital | Sony Music Entertainment | 88697686132 |
| Alemanha    | 11 de junho de 2010 | CD, download digital | Sony Music Entertainment |             |
| Áustria     | 11 de junho de 2010 | CD, download digital | Sony Music Entertainment |             |
| Suíça       | 11 de junho de 2010 | CD, download digital | Sony Music Entertainment |             |